# حديقة إيلم (إستاد)
حديقة إيلم كان ملعب كرة قدم في غرب ريدنغ، مقاطعة ريدنغ، إنجلترا. الإستاد كان المركز لنادي ريدنغ من 1896 إلي 1998. في 1998 انتقلوا إلى ملعب مادجستيك.

## التاريخ

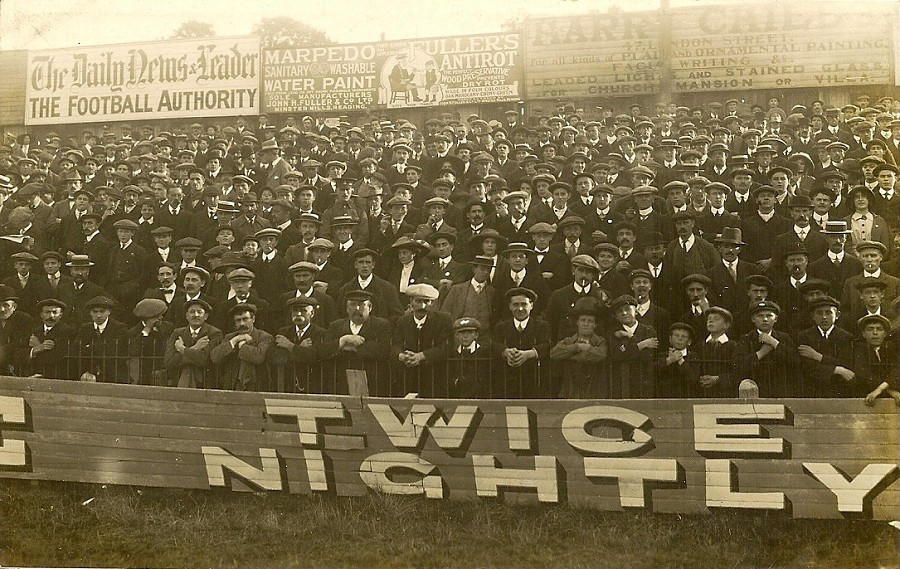
الداعمون في مباراة لنادي ريدنغ في حديقة إيلم في عام 1913.